# Абу Муса Шишани
Абу Муса Шишани — один из военных амиров (военных командиров) чеченских моджахедов на территории Сирии, активный участник гражданской войны в Сирии — 1-й военный амир «Ансар аш-Шам». Получил известность под именем Абу Муса Шишани (араб. أبو موسى الشيشاني, Абу Муса Чеченский‎).

## Биография

### Происхождение
Уроженец Панкисского ущелья Грузии, где проживают чеченские общества — кистинцы, эмигрировавшие из Чечни в период Кавказских войн. По национальности — чеченец.

### Гражданская война в Сирии
С 2012 года Абу Муса Шишани находится на гражданской войне в Сирии. Он является одним из первых боевиков из числа чеченцев, присоединившихся к антиправительственному восстанию в Сирии на его начальной фазе. Абу Муса свободно владеет родным чеченским и арабским языками.
По некоторым сведениям, в 2012 году он возглавил военное командование «Ансар аш-Шам» — умеренной исламистской бригады численностью от 2500 до 3000 человек, которая в основном базируется в сирийской провинции Латакия и сражается против правительственных войск. Помимо того, его бригада задействована в провинции Идлиб и оказывает гуманитарную помощь местному населению.
В 2013 году Абу Муса вместе с амирами Муслимом Шишани и Сайфуллахом Шишани предотвратил конфликт между сирийскими повстанцами и террористами ИГИЛ и способствовал обмену пленными.
В начале 2014 года он командовал коалицией сирийских повстанческих групп во время массированного наступления под названием «Аль-Анфаль» на провинцию Латакия. Принимал участие во взятии городов Кесаб и Джиср аш-Шугур. В апреле того же года в интернет просочилось видео, на котором он обращается к сирийскому генералу Хали Кияли и Башару Асаду на арабском языке и называет их «собаками» и проклинает.